# Lista de aeroportos da Paraíba
Lista de aeroportos da Paraíba, constando o nome oficial do aeroporto, o código IATA e/ou o código ICAO e o município onde tal aeroporto se encontra:

## Internacional
Federais Infraero
- Aeroporto Internacional de João Pessoa - Presidente Castro Pinto (IATA: JPA, ICAO: SBJP) - Bayeux[1][2] (Concedido).[3]
- Aeroporto Presidente João Suassuna (IATA: CPV, ICAO: SBKG) - Campina Grande[4] (Concedido).[3]

## Regionais
Municipais
- Aeroporto Regional de Cajazeiras (IATA: ***, ICAO: SJZA)[7] - Cajazeiras

- Aeroporto de Catolé do Rocha (IATA: ***, ICAO: SIBU) - Catolé do Rocha

- Aeroporto de Conceição (IATA: ***, ICAO: SIBW) - Conceição
- Aeroporto de Cuité (IATA: ***, ICAO: SICB) - Cuité
- Aeroporto de Guarabira (IATA: ***, ICAO: ****) - Guarabira
- Aeroporto de Itaporanga (IATA: ***, ICAO: SIBZ) - Itaporanga
- Aeroporto de Monteiro (IATA: ***, ICAO: SIBY) - Monteiro
- Aeroclube da Paraíba (IATA: ***, ICAO: SNJO) - João Pessoa
- Aeroporto Regional de Patos (IATA: JPO, ICAO: SNTS) - Patos
- Aeroporto de Rio Tinto (IATA: ***, ICAO: ****) - Rio Tinto - Fechado
- Aeroporto de Sousa (IATA: ***, ICAO: SNQD) - Sousa
- Aeroporto de Fagundes (IATA: ***, ICAO: SFGS) - Fagundes

## Outros aeroportos
Privados
- Aeroclube de Campina Grande (IATA: ***, ICAO: SNKB) - São José da Mata
- Aeródromo Clube Estância Ouro Verde (IATA: ***, ICAO: SNWE) - Santa Rita
- Aeródromo Destilaria Tabu (IATA: ***, ICAO: SWDU) - Caaporã
- Aeródromo de Pedra (IATA: ***, ICAO: SWDU) - Pedra Lavrada
- Aeródromo Professora Francisca Cardoso (IATA: ***, ICAO: SWJY) - São Miguel de Taipu
- Aeródromo de Tabuleiro (IATA: ***, ICAO: SJFU) - Bananeiras